# Aline Tornare
Pour les articles homonymes, voir Tornare.
Aline Tornare, née le 15 octobre 1981, est une kayakiste française pratiquant le slalom.
Au début des années 2000, Aline Tornare s'installe à Saint-Maurice-de-Gourdans. 

## Palmarès

### Championnats du monde de canoë-kayak slalom
- Médaille d'or en relais 3xK1 en 2002 à Bourg-Saint-Maurice,  France[3]

### Championnats d'Europe de canoë-kayak slalom
- Médaille de bronze en relais 3xK1 en 2006 à L'Argentière-la-Bessée  France